# Ostia, Rim
Ostia je velika soseska v X. Municipio Comune v Rimu, Italija. Ostia (imenovana tudi Ostia Lido ali Lido di Roma ali Lido di Ostia) je tudi edina občina ali okrožje Rima ob Tirenskem morju, kjer mnogi Rimljani preživljajo poletne počitnice. Z okoli 85.000 prebivalci, je Ostia prvo ali drugo najgosteje naseljeno območje Italije, če štejemo še Beneške Mestre.

## Geografija
Mesto leži ob Tirenskem morju blizu Acilia in ločeno od Fiumicina na ustju reke Tibere.

## Zgodovina
Soseska je bila ustanovljena leta 1884, v bližini ostankov Ostia Antica, pristaniškega mesta starega Rima. To je bilo mogoče po sanaciji bližnjega močvirja (ribnika Ostia), ki je bil vir okužbe z malarijo. Prvi prebivalci so bili kmetje, ki so prišli iz Ravenne v Emiliji Romanji. Zaradi odprtja mestne železnice Roma-Ostia leta 1924, je novo naselje kmalu postalo najljubše obmorsko letovišče Rimljanov, tam so bile zgrajene številne hiše v slogu Art Nouveau. 
Novo naselje je bil povezano s središčem Rima prek nove Via Ostiense, ki je bil odprta leta 1907. V fašističnem obdobju je vlada agresivno širila sosesko, kar je imelo za posledico veliko novih stavb v slogu Stile Littorio. V tem obdobju je bila zgrajena tudi nova infrastruktura, kot so druge ceste (Via del Mare), promenade in prostanišče.
Po drugi svetovni vojni je bilo ob morju zgrajeno veliko kopališč in Ostia je doživela turistični razcvet. Nova avenija Cristoforo Colombo je povezala Ostio z okrožjem EUR v Rimu. Je pa onesnaževanje morja, ki je postalo očitno v 70-ih letih, zmanjšalo priljubljenost Ostia kot letovišča.
Objekti letališča Leonardo da Vinci Airport v Fiumicinu so po letu 1956 Ostio naredili privlačno za potnike in letalske delavce.
Italijanski intelektualec, filmski režiser in pesnik Pier Paolo Pasolini je bil umorjen v bližini pristanišča 2. novembra 1975.
Leta 1976 je Ostia postala del XIII. Municipio občine Rim.
Danes, zaradi širitve mesta, le park Castelfusano Ostio loči od drugih delov Rima.

## Promet
Regionalna železniška proga Rim-Lido, ki prepelje več kot 90.000 potnikov na dan, povezuje Ostio s središčem Rima in v konicah zagotavlja do 12 voženj na uro. Celotna dolžina proge je 28,359 kilometra. Ima 13 postajališč, vožnja traja približno 37 minut. Rimski terminal je na Roma Porta San Paolo, zelo blizu postaje Piramide (rimski metro, linija B) in ne preveč daleč od postaje Roma Ostiense. Železniške postaje v Ostii so: Ostia Antica, Ostia Lido Nord, Ostia Lido Centro, Ostia Stella Polare, Ostia Castel Fusano' in Ostia Cristoforo Colombo.